# St. Petersburg Ladies' Trophy 2016
St. Petersburg Ladies' Trophy 2016 — професійний тенісний турнір, що проходив на закритих кортах з твердим покриттям. Це був 7-й за ліком турнір. Уперше належав до категорії Premier у рамках Туру WTA 2016. Відбувся на Sibur Arena у [Санкт-Петербурзі (Росія). Тривав з 8 до 14 лютого 2016 року.

## Нарахування очок
| Дисципліна       | П   | Ф   | ПФ  | ЧФ  | 1/8 | 1/16 | Q   | Q3  | Q2  | Q1  |
| Одиночний розряд | 470 | 305 | 185 | 100 | 55  | 1    | 25  | 18  | 13  | 1   |
| Парний розряд    | 470 | 305 | 185 | 100 | 1   | Н/Д  | Н/Д | Н/Д | Н/Д | Н/Д |

## Призові гроші
| Дисципліна       | П        | Ф       | ПФ      | ЧФ      | 1/8     | 1/161  | Q3     | Q2     | Q1   |
| Одиночний розряд | $128,450 | $68,585 | $36,635 | $19,690 | $10,560 | $6,700 | $3,010 | $1,600 | $890 |
| Парний розряд*   | $40,170  | $21,465 | $11,730 | $5,965  | $3,240  | Н/Д    | Н/Д    | Н/Д    | Н/Д  |

1Кваліфаєри отримують і призові гроші 1/16 фіналу.

*на пару

## Учасниці основної сітки в одиночному розряді

### Сіяні учасниці
| Країна     | Гравчиня               | Рейтинг1 | Сіяна |
| ---------- | ---------------------- | -------- | ----- |
| Швейцарія  | Белінда Бенчич         | 11       | 1     |
| Італія     | Роберта Вінчі          | 16       | 2     |
| Данія      | Каролін Возняцкі       | 18       | 3     |
| Сербія     | Ана Іванович           | 20       | 4     |
| Росія      | Анастасія Павлюченкова | 26       | 5     |
| Словаччина | Анна Кароліна Шмідлова | 29       | 6     |
| Франція    | Крістіна Младенович    | 30       | 7     |
| Франція    | Алізе Корне            | 36       | 8     |
| Румунія    | Моніка Нікулеску       | 37       | 9     |

- 1 Рейтинг подано станом на 1 лютого 2016.

### Інші учасниці
Нижче наведено учасниць, які отримали вайлдкард на участь в основній сітці:
- Олена Весніна
- Наталія Віхлянцева
- Каролін Возняцкі

Нижче наведено гравчинь, які пробились в основну сітку через стадію кваліфікації:
- Клара Коукалова
- Катерина Козлова
- Таміра Пашек
- Катерина Сінякова

Учасниці, що потрапили до основної сітки як Щасливі лузери:
- Лаура Зігемунд
- Патрісія Марія Тіг

### Відмовились від участі
- Мона Бартель → її замінила  Тімеа Бабош
- Ірина-Камелія Бегу → її замінила  Олена Остапенко
- Петра Цетковська → її замінила  Дарія Касаткіна
- Алізе Корне (травма поперекового відділу хребта) → її замінила  Патрісія Марія Тіг
- Александра Дулгеру → її замінила  Кірстен Фліпкенс
- Карін Кнапп → її замінила  Бояна Йовановські
- Анна Кароліна Шмідлова (звих гомілковостопного суглоба) → її замінила  Лаура Зігемунд

## Учасниці основної сітки в парному розряді

### Сіяні пари
| Країна    | Гравчиня                | Країна    | Гравчиня              | Рейтинг1 | Сіяна |
| --------- | ----------------------- | --------- | --------------------- | -------- | ----- |
| Швейцарія | Мартіна Хінгіс          | Індія     | Саня Мірза            | 2        | 1     |
| Чехія     | Андреа Главачкова       | Чехія     | Луціє Градецька       | 22       | 2     |
| Іспанія   | Анабель Медіна Гаррігес | Іспанія   | Аранча Парра Сантонха | 59       | 3     |
| Румунія   | Моніка Нікулеску        | Німеччина | Лаура Зігемунд        | 73       | 4     |

- 1 Рейтинг подано станом на 8 лютого 2016.

### Інші учасниці
Нижче наведено пари, які отримали вайлдкард на участь в основній сітці:
- Буханко Анастасія Володимирівна /  Домініка Цібулкова

### Знялись
- Моніка Нікулеску (травма живота)

## Переможниці та фіналістки

### Одиночний розряд
- Роберта Вінчі —  Белінда Бенчич 6–4, 6–3

### Парний розряд
- Мартіна Хінгіс /  Саня Мірза —  Віра Душевіна /  Барбора Крейчикова 6–3, 6–1